# Regione di Lacerta OB1
La regione di Lacerta OB1 è un insieme di deboli filamenti nebulosi e di stelle giovani e calde raggruppate in un'associazione OB, nota come Lacerta OB1; il sistema trae il suo nome dalla costellazione in cui è visibile, quella della Lucertola.
Con una distanza di appena 370 parsec (1200 anni luce), Lacerta OB1 appare come una delle associazioni OB più vicine in assoluto al sistema solare, assieme alle associazioni locali Scorpius-Centaurus, Perseus OB3 e Vela OB2; queste, assieme ad altre poste a distanze leggermente superiori, costituiscono la Cintura di Gould, un brillante anello di stelle giovani e massicce che si sviluppa lungo un immenso anello in espansione di gas noto come Anello Lindblad.
Lacerta OB1 è un ottimo esempio di giovane associazione stellare non molto estesa, in cui i fenomeni di formazione stellare sono in via di completo esaurimento; la sua relativa vicinanza e la sua posizione lontana dal piano galattico e dalle sue fonti di disturbo dovute alla sovrapposizione di più strutture sulla stessa linea di vista, ne fanno un campo di ricerca di facile studio.

## Osservazione

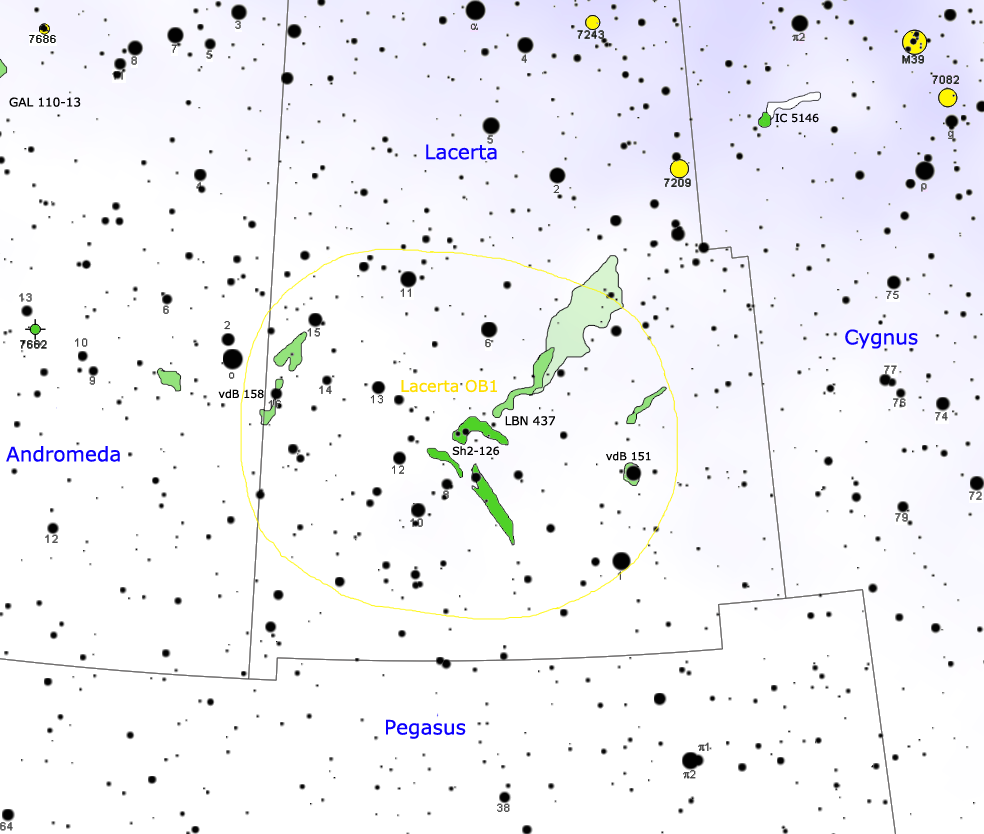
Mappa della regione di Lacerta OB1.

La regione dell'associazione Lac OB1 si estende nella parte meridionale della costellazione in cui è ospitata, sconfinando in parte nella vicina Andromeda, in una parte di cielo poco nota e scarsamente esplorata a livello amatoriale a causa della sua oscurità e scarsità di oggetti facilmente osservabili; ad un'osservazione amatoriale le uniche componenti osservabili direttamente sono quelle stellari: le stelle dell'associazione infatti possiedono una magnitudine compresa fra la quarta e la nona grandezza. Le componenti più luminose sono facilmente distinguibili anche ad occhio nudo in una notte particolarmente buia e si riconoscono come membri grazie al loro colore marcatamente azzurrognolo; questa manciata di stelle osservabili senza strumenti, circa una decina o poco più, non mostrano quasi la minima concentrazione, apparendo al contrario disperse fra i campi stellari circostanti.
La componente più luminosa è la 6 Lacertae, di magnitudine 4,51, seguita dalla 10 Lacertae, di magnitudine 4,88, e da altre stelline di quinta grandezza. Con un binocolo il numero delle componenti azzurrognole aumenta notevolmente, mentre si fa evidente una leggera concentrazione di stelle di sesta e settima grandezza, disperse nel raggio di alcuni gradi attorno alla 10 lacertae. Non appare alcuna traccia di nebulosità né al binocolo, né con un piccolo telescopio.
I filamenti nebulosi, per lo più oscuri o poco luminosi, sono evidenti solo nelle foto astronomiche a lunga posa e si concentrano anch'essi attorno alla stella 10 Lacertae; alcuni filamenti appaiono illuminati da stelle vicine, come nel caso di vdB 158, visibile alcuni gradi a nordest della 2 Andromedae.
La declinazione di questa regione è fortemente boreale; ciò ne consente un'agevole osservazione specialmente dalle regioni terrestri poste a nord dell'equatore, mentre dall'emisfero australe la visibilità si riduce alle solo regioni tropicali e subtropicali. Il periodo più indicato per la sua osservazione nel cielo della sera ricade nei mesi autunnali, per l'emisfero boreale, sebbene sia agevolmente individuabile in tutto il periodo compreso fra agosto e gennaio.

## Caratteristiche e struttura

La nube LBN 437, associata a diverse stelle giovani all'interno dell'associazione Lacerta OB1.

La regione dell'associazione Lac OB1 comprende alcune nubi non illuminate con emissioni visibili nella banda del CO, masse di gas ionizzato e luminoso, e alcune piccole nebulose a riflessione associate ad alcune stelle massicce. Nonostante ciò, la presenza delle nubi appare molto ridotta, vista l'associazione con stelle massicce, a differenza di altre regioni simili, in cui a fianco a giovani stelle di grande massa si rinvengono grandi quantità di gas. La regione ospita solo due nubi, che mostrano i segni di una recente attività di formazione stellare: la più occidentale, situata nei pressi della stella più massiccia dell'associazione, è indicata come LBN 437, mentre la seconda, situata un po' in disparte in direzione nordest, possiede un aspetto cometario ed è nota con la sigla GAL 110-13. Entrambe le nubi sono dei residui della grande nube molecolare originaria da cui l'associazione si è formata. L'associazione OB è pure divisa in due sottogruppi, indicati con le sigle Lac OB1a e Lac OB1b, distinti per il moto proprio e la velocità radiale delle loro componenti.
LBN 437 è la nebulosa più centrale della regione; si trova sul bordo sudorientale di una lunga nube con emissioni CO che si estende verso nordovest e nota come Kh 149, nonché a breve distanza dalla nebulosa Sh2-126; quest'ultima, nota anche come LBN 428, riceve la radiazione della stella 10 Lacertae, che la ionizza rendendola luminosa. La parte più densa di LBN 437, indicata con la lettera A, è associata ad alcune stelle giovani e luminose, fra le quali spicca LkHα 233, nota anche con la sigla di stella variabile V375 Lacertae: una giovane stella Ae/Be di Herbig di tredicesima magnitudine, che mostra delle forti emissioni Hα. Questa stella è anche la principale responsabile dell'eccitazione di alcuni oggetti HH di natura bipolare, fra i quali spiccano HH 398 - il più notevole - e la serie indicata da HH 808 a HH 814, tutti concentrati entro un raggio di pochi primi d'arco; le loro dimensioni reali medie sono pari ad alcuni parsec e alcuni di essi, come nel caso di HH 813 e HH 814, presentano dei bow shock. Nella regione è anche presente una sorgente di radiazione infrarossa, IRAS 22317+4024.
La regione attorno a questa nebulosa è ricca di stelle di pre-sequenza principale, cui si aggiungono altre stelle con forti emissioni Hα, come LkHα 230, 231 e 232; altre stelle giovani, fra cui cinque stelle T Tauri, si individuano fra la nube e la stella 10 Lacertae, raggruppate in una piccola associazione estesa per 24', pari a circa 2,6 parsec. La formazione di questo gruppo di stelle giovani è dovuta alla compressione causata dall'intensa radiazione ultravioletta della gigante 10 Lacertae, che ha dapprima impattato e poi modellato una precedente nube molecolare; questa, nel punto di impatto, si è compressa fino a collassare in più punti, generando le nuove stelle.
GAL 110-13 è la nube più periferica della regione, essendo posta in una posizione isolata alcuni gradi a nordest rispetto al centro dell'associazione; le sue coordinate la fanno per altro ricadere nella costellazione di Andromeda. L'appartenenza di questa nube al sistema è suggerita dalla sua distanza, che essendo pari a circa 440 parsec è compatibile con quella di Lac OB1. I suoi gas appaiono illuminati da alcune stelle massicce che mostrano un moto proprio comune fra di loro, catalogate come HD 222142, HD 222046 e HD 222086, responsabili anche della diretta illuminazione della nube a riflessione vdB 158, una sezione della nube stessa. La nube mostra evidenti segni di un'intensa attività di formazione stellare, causati probabilmente dalla collisione fra due nubi. Tuttavia, la forma a cometa con la chioma allungata in direzione opposta al centro dell'associazione (e in particolare a 10 Lacertae) farebbe pensare che tali fenomeni potrebbero anche essere stati favoriti dall'esplosione di una supernova generata da uno dei membri più massicci dell'associazione Lac OB1, oltre che dall'azione del vento stellare delle componenti più massicce del sistema, che hanno contribuito anche a modellare la nube GAL 110-13. L'evento dell'esplosione della supernova sarebbe confermato anche dalla presenza di alcune stelle fuggitive osservate nei dintorni dell'associazione.
Le stime sulla distanza della regione hanno fornito valori compresi fra i 600 e i 370 parsec; quest'ultimo è in genere il valore più accettato dalla comunità scientifica. Tuttavia, uno studio del 2009, che prende in esame il moto proprio di 12 componenti dell'associazione, propone una distanza pari a 520±20 parsec, dunque notevolmente superiore alle misure effettuate sulla parallasse individuata dal satellite Hipparcos.

## Componenti stellari ed evoluzione

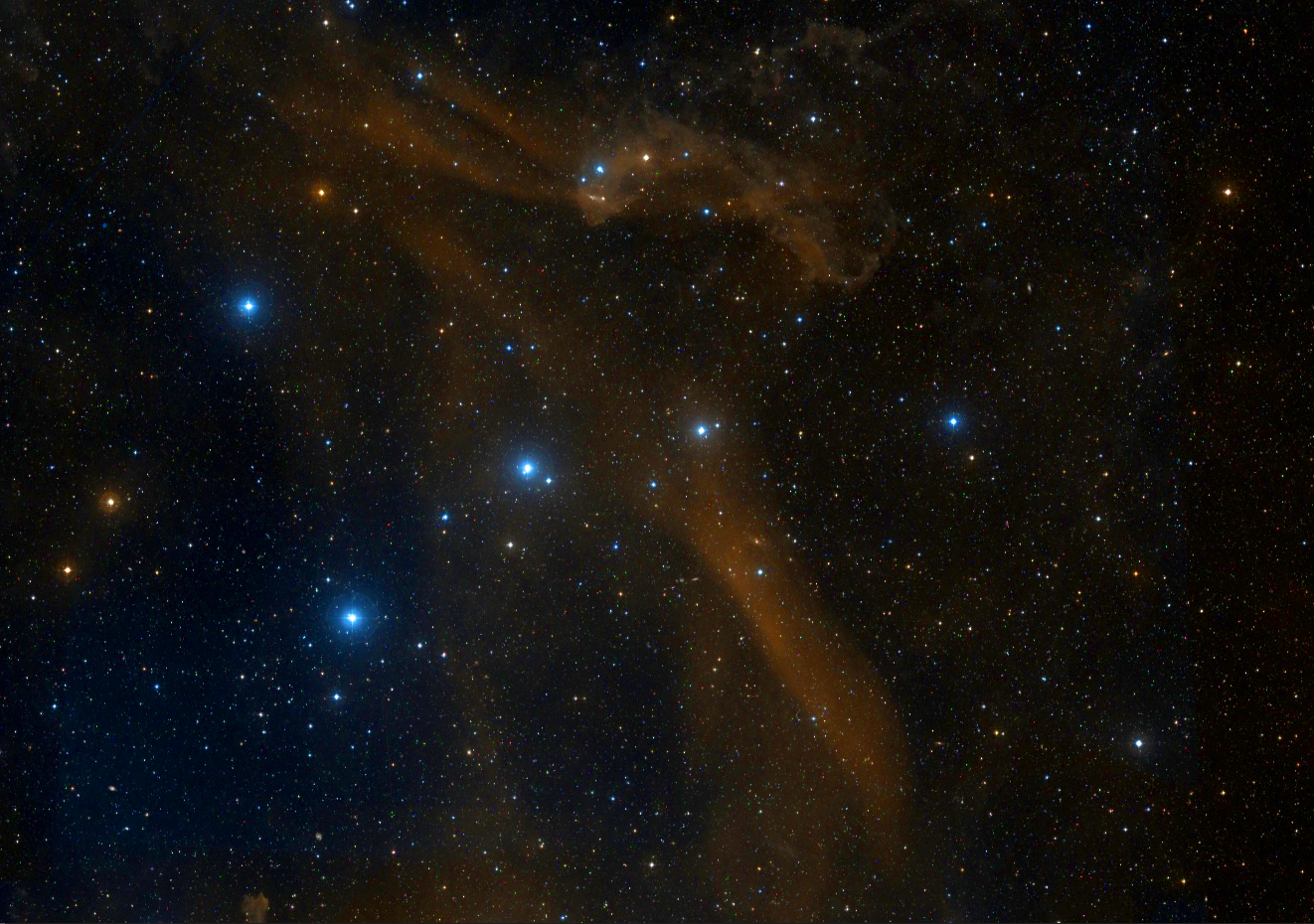
La nube Sh2-126, posta in una posizione centrale nei pressi della brillante 10 Lacertae.

L'associazione Lac OB1 è composta, come visto, da due sottogruppi, distinti in base all'età, al moto proprio e alla velocità radiale delle componenti. Il sottogruppo Lac OB1a occupa la parte orientale dell'associazione ed è composto da una quindicina di stelle massicce con un'età compresa fra 16 e 25 milioni di anni; il sottogruppo appare molto disperso e le sue componenti si estendono in direzione nordest rispetto al nucleo dell'associazione, verso la nube GAL 110-13. Lac OB1a conta in totale 51 componenti, delle quali 9 di classe spettrale O e B, ossia stelle di grande massa, e 42 delle classi spettrali inferiori (stelle bianche e bianco-gialle); alcune delle componenti più massicce hanno già lasciato la sequenza principale a causa della loro evoluzione più avanzata.
Il sottogruppo Lac OB1b invece occupa la parte sudoccidentale dell'associazione, si estende per circa 5° e mostra un'età inferiore rispetto al sottogruppo Lac OB1a, attorno ai 12-16 milioni di anni; È composto da 45 stelle, delle quali 27 sono stelle massicce di classe O e B, mentre le restanti sono di media massa.
In totale, l'associazione ospita una stella di classe O (la 10 Lacertae), 35 di classe B, 46 di classe A, una di classe F, 8 di classe K e 3 di classe M, cui si aggiunge la stella al carbonio HD 222241 (HIP 116681), situata al confine fra Andromeda e Pegaso, e una stella di cui non è stata determinata la classe spettrale, HIP 111762; le componenti dominanti, visibili con facilità anche ad occhio nudo, sono, oltre alla 10 Lacertae, la 12 Lacertae, una variabile Beta Cephei di magnitudine media 5,25, e la 16 Lacertae, un'altra Beta Cefeide di magnitudine 5,60.
I processi di formazione stellare che hanno generato l'associazione hanno avuto luogo in tempi distinti, l'ultimo dei quali solo pochi milioni di anni fa. I fenomeni iniziali avrebbero avuto luogo in una nube molecolare gigante isolata; a seguito della nascita delle prime stelle massicce, si sarebbe generato un fronte di ionizzazione che avrebbe investito i frammenti più lontani della nube, avviandovi fenomeni generativi secondari. Alcuni studiosi sospettano che il sottogruppo Lac OB1a non sia un gruppo stellare realmente esistente, e in effetti se lo fosse dovrebbe contenere delle stelle di pre-sequenza principale; le stelle giovani in direzione di questo gruppo si rinvengono in effetti in direzione della nube GAL 110-13, dove la formazione stellare sarebbe stata causata da eventi violenti, come l'esplosione di una supernova o una collisione fra nubi.

### Testi generali
- (EN) Stephen James O'Meara, Deep Sky Companions: Hidden Treasures, Cambridge University Press, 2007, ISBN 0-521-83704-9.
- (EN) Robert Burnham, Jr, Burnham's Celestial Handbook: Volume Two, New York, Dover Publications, Inc., 1978.
- (EN) Thomas T. Arny, Explorations:  An Introduction to Astronomy, 3 updatedª ed., Boston, McGraw-Hill, 2007, ISBN 0-07-321369-1.
- AA.VV, L'Universo - Grande enciclopedia dell'astronomia, Novara, De Agostini, 2002.
- J. Gribbin, Enciclopedia di astronomia e cosmologia, Milano, Garzanti, 2005, ISBN 88-11-50517-8.
- W. Owen, et al, Atlante illustrato dell'Universo, Milano, Il Viaggiatore, 2006, ISBN 88-365-3679-4.

### Testi specifici

#### Sull'evoluzione stellare
- (EN) C. J. Lada, N. D. Kylafits, The Origin of Stars and Planetary Systems, Kluwer Academic Publishers, 1999, ISBN 0-7923-5909-7.
- A. De Blasi, Le stelle: nascita, evoluzione e morte, Bologna, CLUEB, 2002, ISBN 88-491-1832-5.
- C. Abbondi, Universo in evoluzione dalla nascita alla morte delle stelle, Sandit, 2007, ISBN 88-89150-32-7.

#### Sull'associazione Lacerta OB1
- Chen, W. P.; Lee, H. T., The Lacerta OB1 Association, in Handbook of Star Forming Regions, Volume I: The Northern Sky, vol. 4, dicembre 2008,  p. 124.

### Carte celesti
- Toshimi Taki, Taki's 8.5 Magnitude Star Atlas, su geocities.jp, 2005. URL consultato il 7 novembre 2010 (archiviato dall'url originale il 5 novembre 2018). - Atlante celeste liberamente scaricabile in formato PDF.
- Tirion, Rappaport, Lovi, Uranometria 2000.0 - Volume I - The Northern Hemisphere to -6°, Richmond, Virginia, USA, Willmann-Bell, inc., 1987, ISBN 0-943396-14-X.
- Tirion, Sinnott, Sky Atlas 2000.0, 2ª ed., Cambridge, USA, Cambridge University Press, 1998, ISBN 0-933346-90-5.
- Tirion, The Cambridge Star Atlas 2000.0, 3ª ed., Cambridge, USA, Cambridge University Press, 2001, ISBN 0-521-80084-6.